# ابداوة حمري (عيون بصال)
ابداوة حمري هو دُوَّار يقع بجماعة سيدي بوبكر الحاج، إقليم القنيطرة، جهة الرباط سلا القنيطرة في المملكة المغربية. ينتمي الدوّار لمشيخة عيون بصال التي تضم 16 دوار. يقدر عدد سكانه بـ 146 نسمة حسب الإحصاء الرسمي للسكان والسكنى لسنة 2004.

## روابط خارجية
- البوابة الوطنية للجماعات الترابية
- المندوبية السامية للتخطيط